# Bathybembix aeola
Bathybembix aeola is een slakkensoort uit de familie van de Eucyclidae. De wetenschappelijke naam van de soort is voor het eerst geldig gepubliceerd in 1879 door Watson.